# 아산미술문화재단
아산미술문화재단은 전통문화예술을 연구, 계승 보존하며 미래지향적으로 발전시키기 위하여 1988년 7월 13일 설립된 문화체육관광부 소관의 재단법인이다. 사무실은 전라남도 곡성군 옥과면 옥과리 637에 있다.

## 주요 사업
- 민족문화예술의 연구조사와 부대 출판사업
- 전통문화예술의 진흥 및 계승보존 사업
- 한국화 계승발전 및 후진양성을 위한 지도 및 장학사업
- 상기 사업공로자에 연구비 지원